# Omnibusy w Warszawie

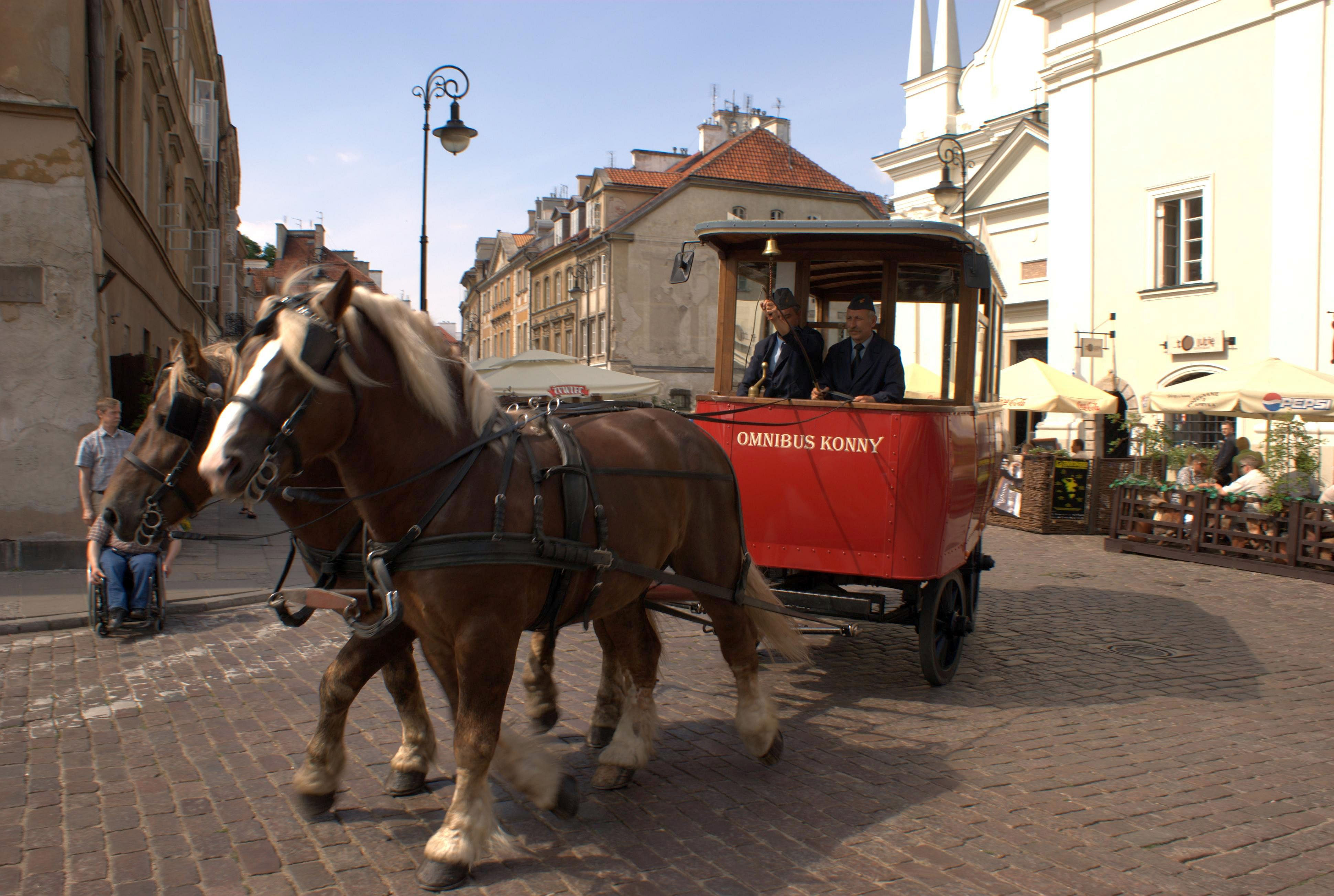
Warszawski omnibus na ul. Freta

Omnibus konny – zabytkowy środek transportu przypominający tramwaj, ale nie poruszający się po torach, kursujący na terenie śródmieścia Warszawy. Omnibusy administrowane są przez Zarząd Transportu Miejskiego.

## Historia
Pierwsze omnibusy konne pojawiły się w Warszawie w 1822 roku. Kursowały wówczas w dni wolne od pracy, zabierając do kilkunastu pasażerów podróżujących do takich miejscowości rekreacyjnych, jak Młociny, Bielany, Marymont, lub do Łazienek. Regularne kursy realizowała jako pierwsza firma Godecki, uruchamiając w 1836 codzienne połączenia „żurnalierami” z pl. Saskiego do Królikarni. W 1844 Piotr Steinkeller uruchomił linię plac Mostowskich - ul. Rymarska, pl. Bankowy, ul. Senatorska, pl. Saski, pl. Warecki, ul. Bracka, Al. Jerozolimskie – ul. Marszałkowska (Dworzec Wiedeński), obsługiwaną dwukonnymi omnibusami zwanymi potocznie „sztajnkellerkami”. 
W 1881 roku funkcjonowało 8 miejskich linii omnibusowych i 3 sezonowe linie podmiejskie do Zacisza, Wierzbna i Marcelina. W apogeum funkcjonowania tego środka transportu w roku 1904 po Warszawie kursowało 128 omnibusów. W końcu 1906 roku otwarto linię łączącą Krakowskie Przedmieście z Potokiem koło Marymontu, blisko Lasu Bielańskiego. 
W 1907 roku Zarząd Tramwajów ze środków pochodzących z likwidacji tramwajów konnych zakupił 12 omnibusów w kolorze żółtawym z 15 miejscami siedzącymi i 6 stojącymi, które 16 października 1908 roku skierowano na trasę Nowe Miasto – Krucza, obsługiwaną w godzinach 7 – 23. Do upadku tego rodzaju transportu przyczynił się rozwój tramwajów konnych (od 1866) i elektrycznych. Ostatnią linię omnibusową z ulicy Nowowiniarskiej na Pragę zlikwidowano w 1911 roku.
Zasady funkcjonowania tego rodzaju transportu regulowała Instrukcja dla właścicieli omnibusów, powożących omnibusami i konduktorów, w której określono warunki wydawania koncesji, sposób oznaczania omnibusów, czy wygląd zewnętrzny obsługi.

## Reaktywacja
Po długiej przerwie omnibusy wróciły na stołeczne ulice w roku 2005. 12 osobowy pojazd przewiózł w ubiegłym roku ponad 4 tysiące osób.

### Trasa

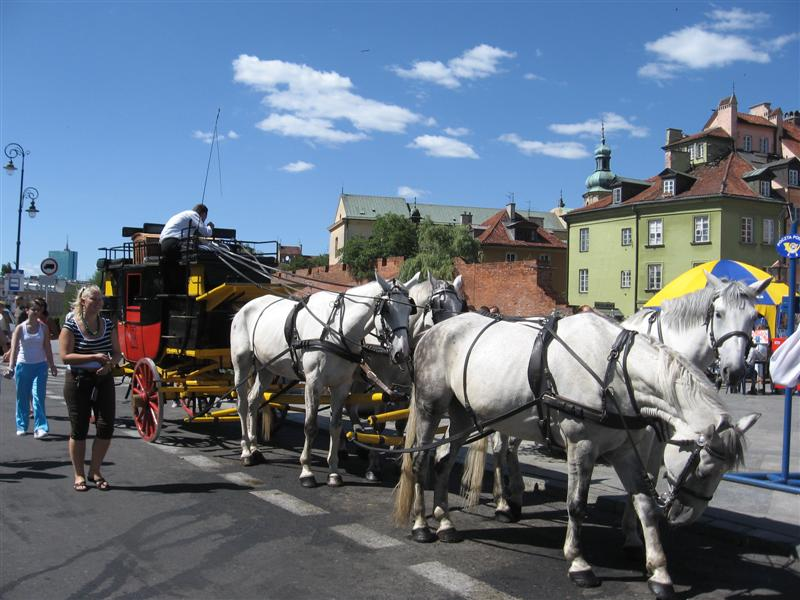
Omnibus na Podwalu

Stare Miasto – Podwale – Freta – Rynek Nowego Miasta – Freta – Świętojerska – Plac Krasińskich – Miodowa – Senatorska – Wierzbowa – Moliera – Senatorska – Stare Miasto

### Przystanki
- Stare Miasto
- Barbakan
- Rynek Nowego Miasta
- Plac Krasińskich
- Kapitulna
- Plac Piłsudskiego
- Stare Miasto